# Reese Lynch
Reese Lynch (20 de julio de 2001) es un deportista británico que compite para Escocia en boxeo. Ganó una medalla de bronce en el Campeonato Mundial de Boxeo Aficionado de 2021, en la categoría de 63,5 kg.

## Palmarés internacional
| Representando a Escocia |                   |                   |           |
| Campeonato Mundial      |                   |                   |           |
| Año                     | Lugar             | Medalla           | Categoría |
| 2021                    | Belgrado (Serbia) | Medalla de bronce | 63,5 kg   |